# Rząd Albertasa Šimėnasa
Rząd Albertasa Šimėnasa – drugi rząd Republiki Litewskiej od ogłoszenia niepodległości w 1990 i najkrócej urzędujący gabinet w historii tego kraju.
Funkcjonował od 10 do 13 stycznia 1991. Na jego czele stał Albertas Šimėnas, w gabinecie nie zasiedli poprzednio urzędujący wicepremierzy. W pozostałym zakresie jego skład pozostawał tożsamy ze składem rządu Kazimiry Prunskienė.